# José Francisco Ruiz Massieu
José Francisco Ruiz Massieu (Acapulco, Guerrero, 22 de julio de 1946-Ciudad de México, 28 de septiembre de 1994) fue un abogado y político mexicano, miembro del Partido Revolucionario Institucional, ex-cuñado del expresidente Carlos Salinas de Gortari y padre de la exsecretaria de Relaciones Exteriores Claudia Ruiz Massieu Salinas.

## Biografía

### Estudios
Cursó estudios en la Facultad de Derecho de la Universidad Nacional Autónoma de México y la Licenciatura en Historia en la Universidad Iberoamericana; así como estudios de posgrado en la Universidad de Essex en Inglaterra. Fungió como profesor titular por oposición en la Facultad de Derecho y como investigador del Instituto de Investigaciones Jurídicas de la UNAM y dirigió el Departamento de Derecho de la Universidad Autónoma Metropolitana. Obtuvo el Premio Nacional de Administración Pública en 1979 que otorga el Instituto Nacional de Administración Pública, más adelante fue miembro de su Consejo Directivo. Tuvo un notable desempeño como administrador público y como político en los que destacan: jefe del Departamento de Orientación y Servicios Jurídicos, secretario de la Asamblea y director general del INFONAVIT; director general de Asuntos Jurídicos. Oficial mayor y subsecretario de Planeación de la Secretaría de Salud; secretario general de Gobierno de Guerrero en 1981.

### Trayectoria política
Fue gobernador del estado de Guerrero entre 1987 y 1993. Luego sirvió como director general del INFONAVIT, secretario general del Comité Ejecutivo Nacional (CEN) del Partido Revolucionario Institucional (PRI) en 1994, y como diputado federal plurinominal, siendo el próximo coordinador de su bancada en la Cámara Baja.

## Muerte

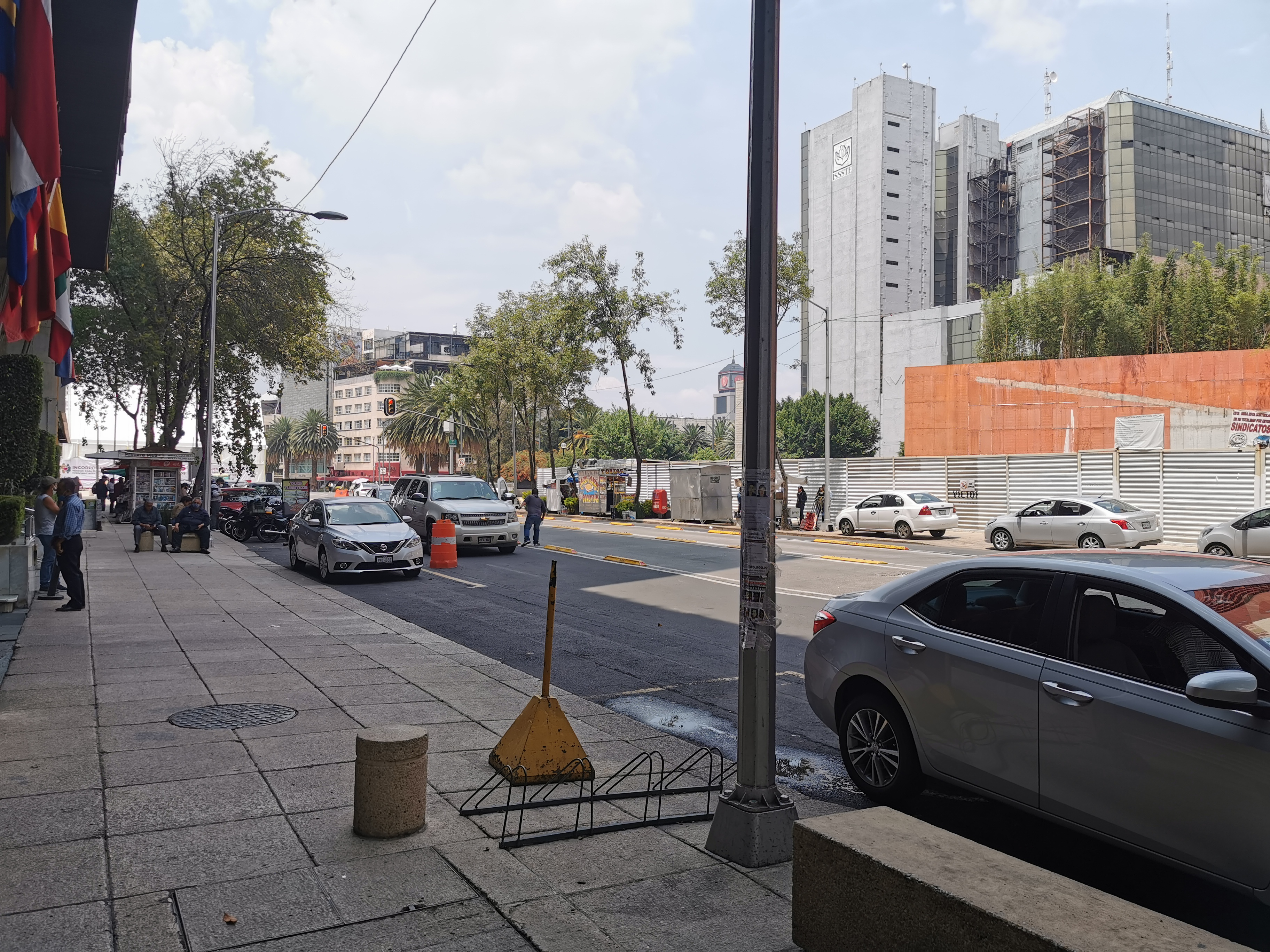
Calle Lafragua a la altura del Hotel Casa Blanca, sitio del homicidio de José Francisco Ruiz Massieu.

La mañana del 28 de septiembre de 1994, a las 9:32 a. m. recibió un impacto de bala. Antes de esto, Ruiz Massieu había asistido a una reunión junto a 180 diputados electos del Partido Revolucionario Institucional (PRI) llevado a cabo en el Hotel Casa Blanca, ubicado en la calle de Lafragua (a un lado del monumento a la Revolución) de la capital mexicana. Tras dicho encuentro, Ruiz Massieu intentó abordar su automóvil y un joven de 28 años de edad de nombre Daniel Aguilar Treviño, originario del estado de Tamaulipas, le disparó en el cuello. Tras dicho atentado fue trasladado a una clínica privada, llegando aún con vida. La herida de bala en el cuello provocó una pérdida masiva de sangre causando su fallecimiento una hora después de su llegada al hospital. Aguilar Treviño fue detenido por elementos de seguridad tras una breve persecución. El cómplice de Aguilar Treviño resultó ser un primo suyo de nombre Carlos Ángel Cantú Narváez. Este último también fue detenido, aunque no estaba presente en la escena del crimen, pero a pesar de ello, hubo pruebas y cargos en su contra.
Ambos cómplices cumplen una sentencia de 50 años en prisión. Esto ocurrió precisamente seis meses después del asesinato del entonces candidato a la presidencia de la República por el mismo partido, Luis Donaldo Colosio, el 23 de marzo de 1994. Al igual que en el caso de Colosio, el entonces presidente Carlos Salinas de Gortari nuevamente fue cuestionado por este hecho.

### Investigación
Su asesinato es considerado como uno de los mayores escándalos en la historia reciente de México, ya que se involucró como autor intelectual del homicidio a Raúl Salinas de Gortari, hermano del expresidente Carlos Salinas de Gortari, pues en el año de 1994, corrieron numerosos rumores de enfrentamientos entre Raúl Salinas de Gortari y José Francisco Ruiz Massieu. Su hermano, Mario Ruiz Massieu, quien se desempeñaba en ese momento como subprocurador general de la República, quedó a cargo de las investigaciones del asesinato. 
En la declaración del presunto asesino material (Aguilar Treviño), reveló los nombres de Fernando Rodríguez González (exsecretario técnico de la Comisión de Recursos Hidráulicos de la Cámara de Diputados) y a los exdiputados Manuel Muñoz Rocha (amigo y compadre de Rodríguez González) y Abraham Rubio Canales, señalando a estos como los principales autores intelectuales de dicho homicidio y aseguró haber recibido un pago de MXN$ 50,000 nuevos pesos (USD $5,000 dólares) para realizar el atentado. La esposa de Rodríguez González, María Eugenia Ramírez Arauz decidió entregarse a las autoridades de la PGR y confesó haber alojado tanto a Aguilar Treviño como a Cantú Narváez días antes del magnicidio. Además, Rodríguez González aseguró que el crimen tenía por objetivo evitar que Ruiz Massieu llegara al liderato de la Cámara Baja y pusiera en marcha una serie de reformas políticas y administrativas de las cuales Muñoz Rocha no estaba de acuerdo. En una última declaración de Rodríguez González, señaló que en ese momento existía un grupo de exlegisladores cuyo propósito era rescatar puestos de dirección del país y que ese grupo lo integraban el propio Muñoz Rocha y el exsenador Enrique Cárdenas González –entre otros 10 parlamentarios– y tenían contacto con bandas del crimen organizado. Jorge Rodríguez, hermano de Fernando Rodríguez, se entregó a las autoridades y confesó que tanto él como su hermano recibieron de manos de Muñoz Rocha, una lista para asesinar a varios políticos importantes del PRI entre los que se encontraba el propio Ruiz Massieu, el entonces presidente del Senado de la República, Fernando Ortiz Arana, el gobernador de Tamaulipas, Manuel Cavazos Lerma, la senadora por ese mismo estado, Laura Alicia Garza Galindo, y la diputada Claudia Carola Santos Cruz a quien según los Rodríguez González se le entregó medio millón de nuevos pesos para asesinar a Ruiz Massieu y nunca apareció, por lo que planeaban también liquidarla.
A finales de octubre de 1994, Mario Ruiz Massieu (hermano de la víctima) acusó al entonces presidente del PRI, Ignacio Pichardo Pagaza, y a la designada secretaria general, María de los Ángeles Moreno, por obstaculizar las evidencias en torno al caso. Los propios Pichardo Pagaza y Moreno exigieron ver pruebas en su contra lo cual fue imposible de aclarar ya que entraron en contubernio con el entonces procurador general de la República, Humberto Benítez Treviño, de hacer válida una solicitud de licencia al cargo (apócrifa) al entonces diputado federal, Manuel Muñoz Rocha. Los hermanos Rodríguez González actualmente cumplen una condena en el Reclusorio Sur de la Ciudad de México
Al comenzar el sexenio del recién electo Ernesto Zedillo, este designó al abogado panista Antonio Lozano Gracia como procurador general de la República y le dio la orden de  encabezar la comisión que investigaría los crímenes de Ruiz Massieu, Luis Donaldo Colosio y del cardenal Juan Jesús Posadas Ocampo. Lozano, a su vez, instruyó al abogado Pablo Chapa Bezanilla para que diera principio a las investigaciones. Chapa Bezanilla sorprendió a la opinión pública al detener a Raúl Salinas de Gortari en la Ciudad de México como el autor intelectual de la muerte de Ruiz Massieu, basado en una declaración de Fernando Rodríguez González que aseguró que fue el mismo Raúl Salinas quien ordenó a Muñoz Rocha y le proporcionó los viáticos para asesinar a su excuñado debido a que ambos comenzaron a tener riñas dentro del PRI. Según aseguró Rodríguez González, Muñoz Rocha era el títere dentro de la Cámara Baja de diputados y dentro del partido del mismo Raúl Salinas y además de ser amigo personal de Abraham Rubio Canales. Ésta fue una de las investigaciones más escandalosas del país debido a hechos presentados durante los años 1995 y 1996, tiempo en el que duraron las investigaciones y se presentaron pruebas y testigos que condenarían en definitiva al hermano de un expresidente por asesinato político. Entre las declaraciones destacó la del jefe de seguridad, el teniente coronel Chávez Ramírez, que aseguró haber escuchado en una reunión hecha en Palacio Presidencial durante 1993, a los hermanos Salinas de Gortari, junto a su padre, planear el asesinato de José Francisco, debido a que este según sus propias palabras «se les había salido ya del jacal» y era «un estorbo para el Salinismo», por lo que requería su eliminación inmediata. Aunque este testimonio fue anexado en el informe de la investigación, jamás se tuvo en cuenta como prueba en los juicios hechos a Raúl Salinas de Gortari de su autoría intelectual en el magnicidio de su excuñado.

### Escándalo de «El Encanto»
Para finales de 1996, una vidente llamada Francisca Zetina, alias "La Paca", entregó de manos de Pablo Chapa Bezanilla una carta con una declaración de un anónimo quien después sería identificado como Ramiro Aguilar Lucero, de cómo había sido testigo de que el 30 de septiembre de 1994, dos días después del asesinato de Ruiz Massieu, Raúl Salinas de Gortari había matado a batazos a Manuel Muñoz Rocha en una casa de Paseo de la Reforma, en Las Lomas, donde luego ordenó que se descuartizara el cadáver. Es más, Aguilar Lucero le había hecho un croquis a la médium para poder llegar a donde después del asesinato, Raúl y sus cómplices, habían llevado a enterrar el cuerpo en una casa de Raúl Salinas llamada «el Encanto», ubicada en la delegación de Cuajimalpa en la Ciudad de México.
El teniente coronel Chávez Ramírez confesó el 14 de octubre de 1996 que, por instrucciones de Raúl, cubriéndose las manos con unos calcetines, condujo el Jetta en que se vio por última vez a Muñoz Rocha con dirección a la residencia de Paseo de la Reforma de Raúl Salinas donde sería asesinado, para dejarlo abandonado en la calle de Palo Santo, a unas cuantas cuadras del deportivo del Estado Mayor. También declaró que Justo Ceja, secretario particular del presidente de la República, había estado involucrado en la desaparición de las huellas del asesinato y entierro de Muñoz Rocha. 
Tras saberse de la ubicación de los supuestos restos de Manuel Muñoz Rocha en «El  Encanto», la Procuraduría General de la República ingresó en la finca de Raúl Salinas con maquinaria excavadora en donde encontraron restos humanos que al parecer condenarían al mismo Salinas. Dichos restos fueron llevados el 1 de diciembre de 1996 a la División de Análisis de ADN del FBI en Virginia (misma unidad que en aquella época se encontraba investigando el caso de la muerte de la niña colombiana Sandra Catalina Vázquez supuestamente a manos de su padre, un agente de policía colombiano) los cuales probaron que no eran los restos de Muñoz Rocha.
Ernesto Zedillo decidió pedir la renuncia de Antonio Lozano y el resto de su equipo, incluido, por supuesto, el fiscal Pablo Chapa Bezanilla, que se convertiría de perseguidor en perseguido luego que se supiera que pagó 500,000 dólares a Fernando Rodríguez González para declarar contra Raúl Salinas en los interrogatorios de la PGR. El 31 de enero de 1997, la Procuraduría General de Justicia del Distrito Federal informó que después de peritajes e investigaciones había determinado que los restos encontrados habían sido puestos ahí unos días antes por el yerno de Francisca Zetina, La Paca, y eran los de su padre. Es decir, el consuegro de la médium. La Paca, el yerno y el autor de aquel anónimo terminaron en la cárcel pero después de 10 años la pareja obtendría su libertad. Todos, también, habían recibido dinero de la Procuraduría General de la República por su colaboración en la investigación. Finalmente, Chapa Bezanilla también iría a la cárcel acusado de haber planeado con Zetina el espectáculo de «El  Encanto». Raúl Salinas fue declarado culpable del crimen de Ruiz Massieu a pesar de los montajes de las pruebas en 1999. En junio de 2005 fue puesto en libertad al exonerarlo del magnicidio y de otros delitos. 
Hasta el día de hoy, Manuel Muñoz Rocha continúa prófugo de la justicia, declarado desaparecido en 1999 aunque en 2009 prescribió la orden de aprehensión girada en su contra. Su esposa Marcia Cano aseguró que su marido se comunicó con ella por última vez el 29 de septiembre de 1994, un día después del crimen de Ruiz Massieu, donde aseguró que fue una comunicación normal en donde notó su voz agitada; le pidió que se cuidara. Según Marcia Cano esa fue la última vez que se comunicó con su esposo.

### Legado político
José Francisco Ruiz Massieu estuvo casado con Adriana Salinas de Gortari, hermana del entonces presidente de la República, Carlos Salinas de Gortari. Su matrimonio terminó en un escándalo, a pesar de lo cual José Francisco se mantuvo como un personaje cercano a Carlos Salinas, tanto, que desde su posición como secretario general del Comité Ejecutivo Nacional (CEN) del Partido Revolucionario Institucional (PRI), Ruiz Massieu jugó un papel clave en la articulación de algunas de las más importantes reformas desarrolladas por el gobierno de Carlos Salinas. Asimismo, fue padre de la ex Secretaría de Relaciones Exteriores Claudia Ruiz Massieu Salinas.

## Obras publicadas (selección)
- Normación constitucional de los partidos políticos en América Latina  (México: UNAM, Instituto de Investigaciones Jurídicas, 1974).
- Nuevo derecho constitucional mexicano (México: Porrúa, 1983).
- Estudios de derecho político de estados y municipios (México: UNAM, Instituto de Investigaciones Jurídicas: Porrúa, 1986).
- Ideas a tiempo: las perspectivas de la democracia (México: Diana, 1990).
- El proceso democrático de México (México: Fondo de Cultura Económica, 1994).
- La construcción democrática (México: Miguel Ángel Porrúa, 1994).